# Нуно Асис
Нуно Асис Лопеш де Алмейда (на португалски: Nuno Assis Lopes de Almeida) е бивш португалски футболист, полузащитник.

## Кариера
Започва кариерата си в Спортинг Лисабон. По-късно е преотстъпен в сателитния отбор Лоуринансе. Първият си гол отбелязва като преотстъпен в Жил Висенте. През 2001 г. преминава във Витория Гимараеш. За три сезона там записва 108 мача и 11 гола. През сезон 2004/05 играе за Бенфика. През 2006 г. е санкциониран след положителна проба за допинг. През 2008 г. се завръща във Витория Гимараеш. На 30 януари 2009 г. вкарва първия си хеттрик при победата с 4:2 над Витория Сетубал. През август 2010 г. преминава в саудитския Итихад, но се връща в Португалия след година. През 2012 г. е привлечен в кипърския Омония.

### Национален отбор
Първият мач на Асис за Португалия е под ръководството на Агостиньо Оливейра през ноември 2002 г. в контролна среща. Той влиза като резерва при победата над Шотландия с 2:0.
След повече от шест години, Асис се завръща в националния отбор в световна квалификация за световното първенство през 2010 г. срещу Малта.

## Отличия
- Примейра Лига (1): 2004/05
- Носител на Суперкупата на Португалия (1): 2005
- Носител на Суперкупата на Кипър (1): 2012